# Ernest May
Pour les articles homonymes, voir May.
Ernest May (né le 16 juillet 1845 à Strasbourg et mort le 28 octobre 1925 à Paris) est un banquier et collectionneur d'art français du début du XXe siècle.

## Biographie
Ernest May est le fils de Samuel May (1805-1871), marchand de chevaux, et de Mathilde, née Beer-Orchel, tous les deux de confession israélite.
En 1888, Ernest May est directeur-administrateur de la Banque franco-égyptienne qui rachète à Gustave Eiffel la moitié du capital de la société anonyme de la tour Eiffel pour 2,5 millions de francs.
En 1889, il est chargé de piloter sa  transformation en Banque internationale de Paris (BIP), établissement très vite « en pointe dans nombre d'affaires minières, notamment en Afrique australe ». Elle lance cette année-là la création de la Compagnie générale des mines d'or, dont la Société générale prend 20 % du capital. 
En 1897, il est président du Comptoir national d'escompte de Paris (CNEP) constitué après la faillite du « Comptoir national d'escompte de Paris » (CEP) en 1889. En 1901, la Banque franco-égyptienne, devenue la Banque internationale de Paris (BIP) et toujours sous le contrôle d'Ernest May, a fusionné avec la Banque Française d'Afrique du Sud pour donner naissance à la Banque Française pour le Commerce et l'Industrie (BFCI), créée avec Maurice Rouvier, qui deviendra ministre des finances l'année des suivantes, en 1902.
Il se consacra également aux télécommunications et devient président de la Société industrielle des téléphones et de la Compagnie française des câbles télégraphiques. 
Il était également administrateur des houillères de Janon-Terrenoire, des houillères de la Haute-Cappe, de la Société française de dragages et travaux publics, etc.
Il est l'un des membres d'honneur de la Société Nationale des Beaux Arts en 1913.
Ernest May était propriétaire du château de la Couharde, un vaste domaine situé à la fois sur la commune de Grosrouvre et sur celle de La Queue-lez-Yvelines, dans les Yvelines. Amateur de toiles impressionnistes, qu'il achète à partir de 1875, pour les installer dans un décor traditionnel fait de boiseries, de portières, de paravents, de meubles Louis XV et de glaces murales. Il a inspiré l'un des tableaux de Degas, Portrait à la Bourse.

### Vie familiale
Marié à Marie Ferré, fille d'Emmanuel Ferré (1830-1925), avocat et directeur de la Caisse d'Escompte à Brest, et de Marie-Françoise Stenfort, il est le père notamment de :
- Marianne (1880-1943), épouse de l'avocat Adolphe Worms de Romilly, fils de Paul Worms de Romilly. Elle est la mère de Michel Worms de Romilly, époux de l'académicienne Jacqueline David, puis de Nicole Pleven (fille de René Pleven et divorcée de Stanislas Mangin).
- Étienne (1881-1962), médecin, membre de l'Académie de médecine[7].
- Annette (1884-1976), épouse de Christian Lazard, associé de la Banque Lazard et fils de Simon Lazard. Leur fille Miquette Lazard épousa l'avocat Jacques Millerand (fils d'Alexandre Millerand).
- Jacques (1885-1970), administrateur de la Société industrielle des téléphones, de la Compagnie française des câbles télégraphiques, de la Banque des Pays de l'Europe Centrale (BPEC), des assurances La Prévoyance.